# Eutrichillum hystrix
Eutrichillum hystrix là một loài bọ cánh cứng trong họ Bọ hung (Scarabaeidae).